# Lamborghini Miura
Lamborghini Miura este o mașină sport produsă de constructorul italian Lamborghini între 1966 și 1973. Miura este considerată prima supermașină datorită amplasării centrale a motorului și a celor două locuri. Când a fost lansată, a fost cea mai rapidă mașină de stradă produsă. 
Miura a fost concepută inițial de către echipa de inginerie Lamborghini, care a proiectat autovehiculul în timpul său liber împotriva dorinței fondatorului companiei Ferruccio Lamborghini, care prefera mașini puternice, dar sedate (Grand Turism) în locul mașinilor apropiate ca stil celor de curse produse de rivalul local, Ferrari.
După prima apariție a prototipului P400 la salonul auto de la Torino de la finalul anului 1965, Miura a fost oficial prezentată publicului la salonul auto de la Geneva în martie 1966.

## Premii
Miura a câștigat prestigiosul Trofeu Gran Turismo la Pebble Beach Concours d'Elegance din 2008.

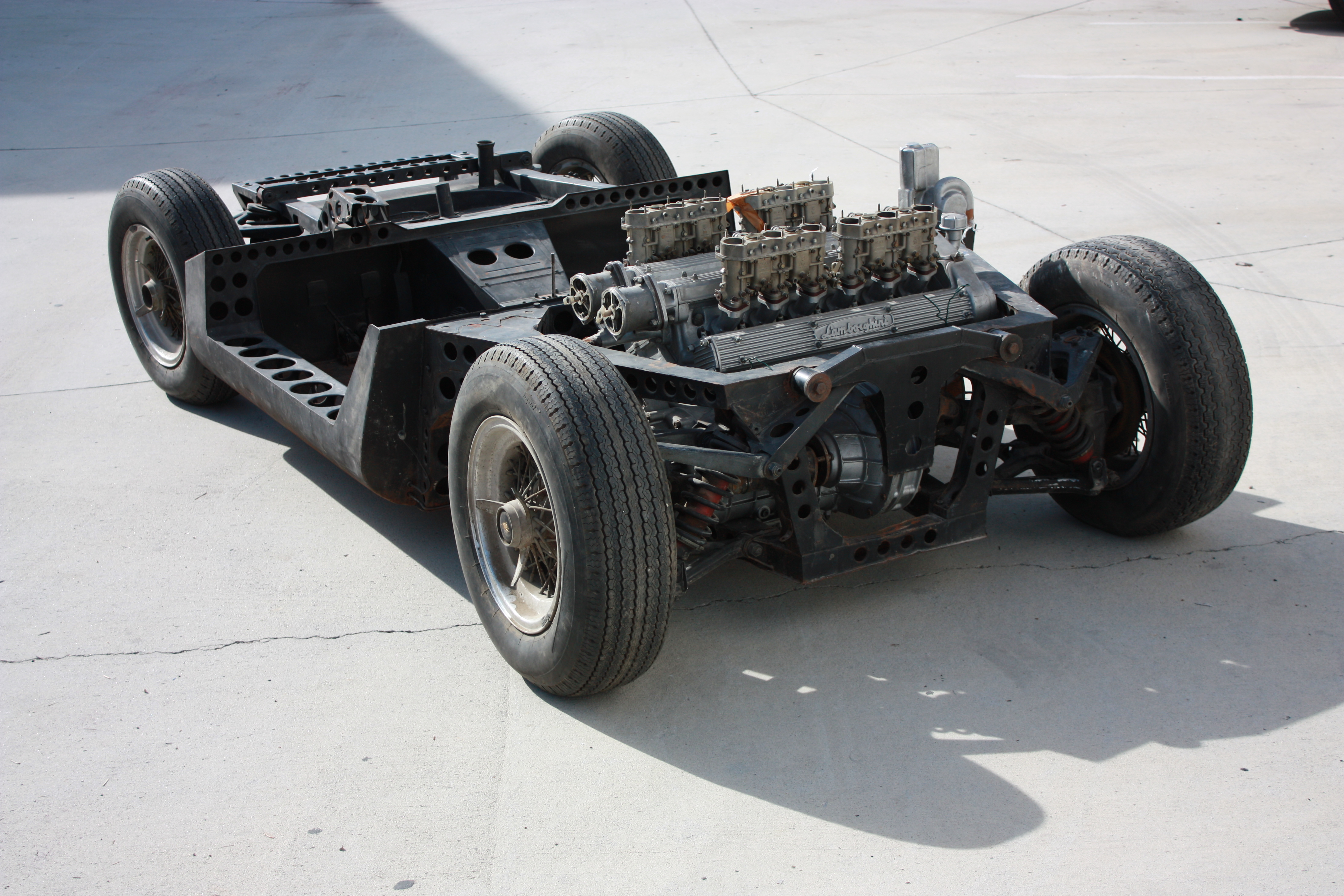
Prototipul șasiului Miura așa cum a apărut la salonul de la Torino
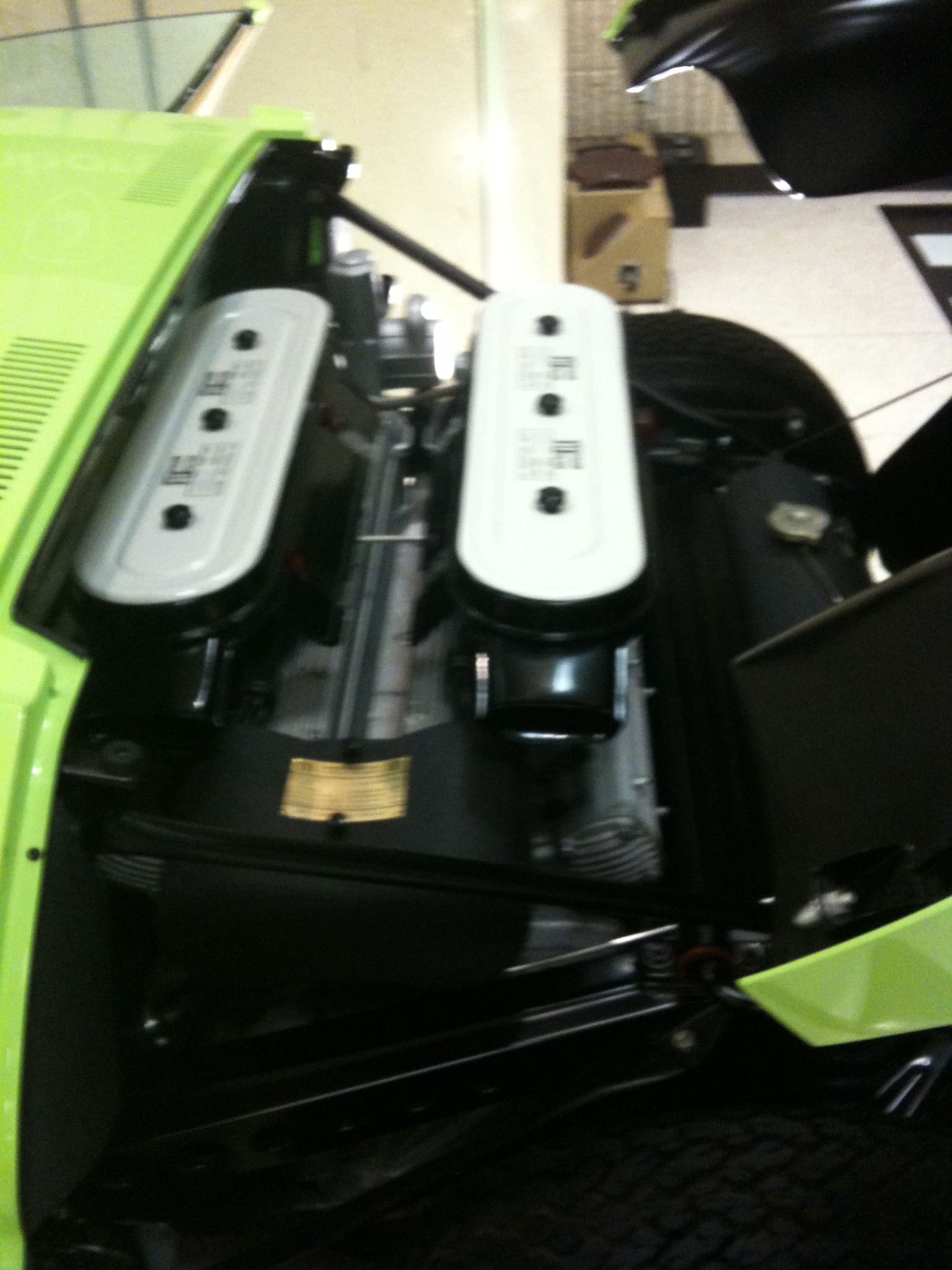
Motorul Miura S 1968

## Legături externe
- Lamborghini Miura Technical Reference